# 張苞 (蜀漢)

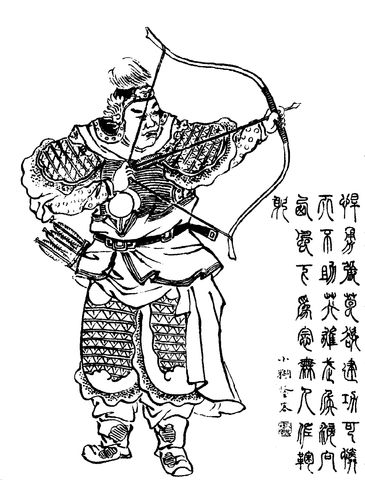
張苞

張苞（？—3世紀？），三國時代的蜀漢将领張飛的長子，早歿。正史上对于张苞几乎没有任何其它记述。因张飞西乡侯爵位传于次子张绍，张苞很可能死于父亲张飞之前。陈寿的《三國志·蜀书·关张马黄赵傳》提及张苞「早夭」。

## 家庭

### 父
- 張飛，三國時代蜀漢重要將領。

### 嫡母
- 夏侯氏，夏侯淵之姪女。十三、四歲時，出城砍柴時，被張飛捉到，納為夫人。夏侯淵在与蜀汉交战中战死後，她將其下葬。未知是否张苞生母。

### 兄弟姊妹
- 張紹，張苞之弟，官至侍中尚書僕射。
- 敬哀皇后，張苞長妹，劉禪之妻。先被納為劉禪之妃。後立為皇后，號敬哀皇后。238年卒，葬南陵。
- 張皇后，張苞次妹，劉禪之妻。其姊敬哀皇后死後，於238年正月立為皇后。蜀漢滅亡後，隨劉禪到洛陽。

### 子
- 張遵，張苞之子，為尚書。魏滅蜀之戰時，隨諸葛瞻守於綿竹關，與鄧艾交戰，戰死。

## 艺术形象

### 三國演義
- 小說《三國演義》將張苞描寫成如其父張飛般勇猛的將領，並使用父親的家傳蛇矛為兵器，墨處也多，夷陵之戰前夕，與關羽之子關興在陣前比武藝弓術，互相炫燿各不相讓，劉備喝止二人，并讓二人結義，以張苞為兄，關興為弟。隨劉備討伐東吳；後來隨同諸葛亮北伐曹魏，被派與姜維、王平、關興攻擊郭淮、孫禮等將。郭淮、孫禮不敵爬山棄馬，張苞追擊二人，不慎墜落山崖，傷重不治而亡。

### 影视
- 中國中央電視台電視劇《三國演義》（1994年）：张克芃饰少年张苞，迟国栋饰成年张苞。
- 中國電視劇《三国》（2010年）：柴进饰张苞。
- 中國網路電影《青龍偃月刀》（2021年）：腦門額爾德尼饰张苞。

### 遊戲
- 《三国杀》
- 《真三國無雙系列/無雙OROCHI系列》（光榮公司開發，阪口大助配音）